# 혈석
혈석(血石, heliotrope, bloodstone)은 옥수의 변종이다. 마치 피가 묻은 것 같은 새빨간 반점이 특징적이다.